# Z.Tao (EP)
Z.Tao es el segundo EP del cantante chino Z.Tao, lanzado el 19 de agosto de 2015 por la discográfica Huang Z.Tao Studio.

## Antecedentes y lanzamiento
Después de lanzar su primer miniálbum T.A.O y el sencillo M.O.M., el estudio de Tao anunció que otras cuatro canciones serían lanzadas para su nuevo álbum Z.TAO el 17 de agosto de 2015. Sin embargo, después de las explosiones de Tianjin 2015 en Tianjin, China el 12 de agosto de 2015, Tao y su estudio decidieron reprogramar la fecha del lanzamiento del álbum, así como cancelar dos de los mini conciertos previsto en China y planear un mini concierto en Beijing en un concierto benéfico.

## Listas de canciones
- 1 - 皇冠 (Emperor's Crown)
- 2 - Cinderella Girl
- 3 - Feel Awake
- 4 - Alone